# Donald Cardwell
Pour les articles homonymes, voir Cardwell.
 (janvier 2011).
Si vous disposez d'ouvrages ou d'articles de référence ou si vous connaissez des sites web de qualité traitant du thème abordé ici, merci de compléter l'article en donnant les références utiles à sa vérifiabilité et en les liant à la section « Notes et références ».
Donald Cardwell, né le 1er septembre 1935 à Mullens (en Caroline du Sud) et mort le 30 juillet 2004 à Paris 14e, est un décorateur et costumier américain.

## Biographie
Originaire de Caroline du Sud, Donald Cardwell suit d'abord une formation de comédien, chanteur et danseur, puis étudie la mise en scène et la création de costumes et de décors. Depuis toujours attiré par la France, il s'y installe à l'âge de 21 ans.
Il travaille d’abord en tant qu’assistant-décorateur pour le cinéma : trois films avec Jean-Pierre Melville, dont Le Doulos, puis un avec Jean-Pierre Mocky, Snobs !. Il est aussi directeur technique des Chorégies d'Orange.
Robert Manuel le remarque et l'appelle pour une nouvelle émission de télévision : dans la série des Au théâtre ce soir de Pierre Sabbagh, il est créateur de costumes ou décorateur selon les pièces. « Les décors sont de Roger Harth et les costumes de Donald Cardwell ! », la formule est énoncée de 1966 à 1984 à l'issue d'environ 480 pièces auxquelles il a collaboré, les spectateurs du théâtre Marigny reprenant la fin de la phrase en chœur.
Donald Cardwell est ensuite décorateur au Japon, où il conçoit des hôtels, des restaurants et des boutiques.
Il décore des dizaines d'appartements de personnalités du tout-Paris.
En 1995, il devient parrain du théâtre de Draveil, en région parisienne, qui porte son nom depuis. Comme il ne veut pas se cantonner à un rôle honorifique, il propose de créer une pièce à Draveil et monte La Parisienne. Il assume avec professionnalisme et discrétion les rôles de metteur en scène, créateur de décors et de costumes, au rythme d’une production annuelle, pendant neuf ans.
En 2001, il est fait chevalier des Arts et Lettres et reçoit sa médaille dans « son » théâtre.
La relecture des farces de Molière pour sa dernière création Les Folies de Monsieur Molière (2003) démontre son esprit de jeunesse et de fantaisie, conjugué à un grand professionnalisme.
Il meurt d'un cancer, le 30 juillet 2004 à l'hôpital Saint-Joseph à Paris, à l'âge de 68 ans. Il est inhumé au cimetière de Mullens, dans l'état de Virginie.

## Théâtre

### Années 1970
- 1970 : Match de Michel Fermaud : costumes
- 1970 : Frédéric de Robert Lamoureux : costumes
- 1970 : C'est malin de Fulbert Janin : costumes
- 1970 : Mary-Mary de Jean Kerr : décor et costumes
- 1970 : Les Assassins associés de Robert Thomas : costumes
- 1970 : Et l'enfer, Isabelle? de Jacques Deval : costumes
- 1970 : Un Ange passe de Pierre Brasseur : costumes
- 1970 : Les Joyeuses commères de Windsor de William Shakespeare : costumes
- 1970 : Jupiter de Robert Boissy : costumes
- 1970 : Le Bourgeois gentilhomme de Molière : costumes
- 1970 : Deux fois deux font cinq de Gabriel Arout : costumes
- 1970 : Je l'aimais trop de Jean Guitton : costumes
- 1970 : La Brune que voilà de Robert Lamoureux : costumes
- 1970 : Le Mari, la femme et la mort de André Roussin : costumes
- 1970 : Dix petits nègres de Agatha Christie : costumes
- 1970 : Les Croulants se portent bien de Roger Ferdinand : costumes
- 1970 : Aux Quatre coins de Jean Marsan : costumes
- 1970 : Cherchez le corps, Mister Blake de Frank Launder, Sidney Gilliat et Luc André : costumes
- 1970 : Adieu Berthe de John Murray et Allen Boretz : costumes
- 1970 : L'Amour vient en jouant de Jean Bernard-Luc : costumes
- 1970 : Douze hommes en colère de Reginald Rose : costumes
- 1970 : La Manière forte de Jacques Deval : costumes
- 1970 : L'Homme au parapluie de William Dinner et William Morum : costumes
- 1970 : La Roulotte (Les Pittuitis) de Michel Duran : costumes
- 1971 : Cash-cash de Alistair Foot et Anthony Marriott : décor et costumes
- 1971 : Bienheureuse Anaïs de Marc-Gilbert Sauvajon : costumes
- 1971 : Une Histoire de brigands de Jacques Deval : costumes
- 1971 : Échec et meurtre de Robert Lamoureux : costumes
- 1971 : Arsenic et vieilles dentelles de Joseph Kesselring : costumes
- 1971 : S.O.S. Homme seul de Jacques Vilfrid et Jean Girault : costumes
- 1971 : Misère et noblesse de Scarpetta : costumes
- 1971 : Fric-Frac de Édouard Bourdet : costumes
- 1971 : Tapage nocturne de Marc-Gilbert Sauvajon : costumes
- 1971 : La Voyante de André Roussin : costumes
- 1971 : Virage dangereux de John Boynton Priestley : costumes
- 1971 : Colinette de Marcel Achard : costumes
- 1971 : La Corde de Patrick Hamilton : costumes
- 1971 : Herminie de Claude Magnier : costumes
- 1971 : Caroline de Somerset Maugham : costumes
- 1971 : La Collection Dressen de Harry Kurnitz : costumes
- 1971 : Zoé de Jean Marchand : costumes
- 1971 : De Doux dingues de Joseph Carole : costumes
- 1971 : Joyeuse Pomme de Jack Pulman : costumes
- 1971 : La Pèlerine écossaisse de Sacha Guitry : costumes
- 1971 : Romancéro de Jacques Deval : costumes
- 1971 : Huit Femmes de Robert Thomas : costumes
- 1971 : La Lune est bleue de Hugh Herbert : costumes
- 1971 : Voulez-vous jouer avec möa? de Marcel Achard : costumes
- 1971 : Sur mon beau navire de Jean Sarment : costumes
- 1972 : Double jeu de Robert Thomas : costumes
- 1972 : Le Gendre de monsieur Poirier de Émile Augier et Jules Sandeau : costumes
- 1972 : Faites-moi confiance de Michel Duran : costumes
- 1972 : Le Fils d'Achille de Claude Chauvière : costumes
- 1972 : Ferraille à vendre (Ferrailles et Chiffons) ou Le Voyage à Washington de Garson Kanin : costumes
- 1972 : Cet animal étrange de Gabriel Arout : costumes
- 1972 : Ève et les hommes de Gabriel Arout : costumes
- 1972 : Les œufs de l'autruche de André Roussin : costumes
- 1972 : L'école des contribuables de Louis Verneuil et Georges Berr : costumes
- 1972 : Une Femme libre de Armand Salacrou : costumes
- 1972 : Un Mari idéal de Oscar Wilde : costumes
- 1972 : Le Don d'Adèle de Pierre Barillet et Jean-Pierre Grédy : costumes
- 1972 : Folie douce de Jean-Jacques Bricaire et Maurice Lasaygues : costumes
- 1972 : Noix de coco de Marcel Achard : costumes
- 1972 : Un inspecteur vous demande de John Boynton Priestley : costumes
- 1972 : Je viendrai comme un voleur de Georges de Tervagne : costumes
- 1972 : Histoire d'un détective de Sidney Kingsley : costumes
- 1972 : Adorable Julia de Somerset Maugham et Guy Bolton : costumes
- 1972 : Les Français à Moscou de Pol Quentin: costumes
- 1972 : Lidoire avec une partie des Gaités de l'escadron de Georges Courteline : costumes
- 1972 : Les Boulingrin de Georges Courteline : costumes
- 1972 : Félicity de Noël Coward : costumes
- 1972 : Mascarin de José-André Lacour : costumes
- 1972 : Lysistrata de Albert Husson d'après Aristophane : costumes
- 1973 : La Locandiéra de Carlo Goldoni : costumes
- 1973 : Le Million de Georges Berr et Marcel Guillemaud : costumes
- 1973 : Les Quatre vérités de Marcel Aymé : costumes
- 1973 : Les Amants novices de Jean Bernard-Luc : costumes
- 1973 : La Vénus de Milo de Jacques Deval : costumes
- 1973 : Jeux d'esprits de Noël Coward : costumes
- 1973 : Jean-Baptiste le mal aimé de André Roussin : costumes
- 1973 : Maître Bolbec et son mari de Georges Berr et Louis Verneuil: costumes
- 1973 : La Poulette aux œufs d'or de Robert Thomas : costumes
- 1973 : La Purée de Jean-Claude Léger : costumes
- 1973 : Pique-nique en ville de Georges de Tervagne : costumes
- 1973 : Ouragan sur le Caine de Herman Wouk : costumes
- 1973 : Le Bonheur des autres ou La Bague au doigt de Robert Favart : costumes
- 1973 : La Tête des autres de Marcel Aymé : costumes
- 1973 : La Nuit des rois de William Shakespeare : costumes
- 1973 : Une fois par semaine de Muriel Resnik : costumes
- 1973 : D'après nature ou presque de Michel Arnaud : costumes
- 1973 : Le Complexe de Philémon de Jean Bernard-Luc : costumes
- 1973 : Laurette ou l'amour voleur de Marcelle Maurette et Marc Gilbert Sauvajon : costumes
- 1973 : Pétrus de Marcel Achard : costumes
- 1973 : Marie-Octobre de Jacques Robert, Julien Duvivier et Henri Jeanson : costumes
- 1973 : La Reine galante de André Castelot : costumes
- 1973 : L'Honneur des Cipolino de Jean-Jacques Bricaire et Maurice Lasaygues : costumes
- 1973 : Ô mes aieux! de José André Lacour : costumes
- 1973 : Édouard mon fils de Robert Morley et Noël Langley : costumes
- 1973 : Les Voyageurs égarés de Guillaume Hanoteau : costumes
- 1974 : Les affaires sont les affaires de Octave Mirbeau : costumes
- 1974 : Nick Carter détective de Jean Marcillac : costumes
- 1974 : Le Sexe faible de Édouard Bourdet : costumes
- 1974 : L'Amant de madame Vidal de Louis Verneuil : costumes
- 1974 : Sincèrement de Michel Duran : costumes
- 1974 : Il y a longtemps que je t'aime de Jacques Deval : costumes
- 1974 : Giliane ou Comme un oiseau de Ronald Millar et Nigel Balchin : costumes
- 1974 : La Mare aux canards de Marc Cab et Jean Valmy : costumes
- 1974 : Edmée de Pierre-Aristide Bréal : costumes
- 1974 : Le Procès de Mary Dugan de Bayard Veiller : costumes
- 1974 : Le Chien des Baskerville de Jean Marcillac d'après Arthur Conan Doyle : costumes
- 1974 : L'Or et la paille de Pierre Barillet et Jean-Pierre Grédy : costumes
- 1974 : Candida de George Bernard Shaw : costumes
- 1974 : Madame Sans-Gêne de Victorien Sardou et Émile Moreau : costumes
- 1974 : Le Vison à cinq pattes de Constance Coline d'après Peter Coke : costumes
- 1974 : La Ligne de chance de Albert Husson : costumes
- 1974 : La Parisienne de Henri Becque : costumes
- 1974 : La Moitié du plaisir de Jean Serge avec la collaboration de Robert Chazal et Stève Passeur: costumes
- 1974 : La Grande roue de Guillaume Hanoteau : costumes
- 1974 : Hélène ou la joie de vivre de André Roussin et Madeleine Gray : costumes
- 1974 : Pluie de Somerset Maugham par John Colton et Clémence Randolph: costumes
- 1975 : Le Système Ribadier de Georges Feydeau : costumes
- 1975 : Dix minutes d'alibi de Anthony Armstrong : costumes
- 1975 : La Nuit du 16 janvier de Ayn Rand : costumes
- 1975 : La Complice de Jacques Rémy d'après Louis C. Thomas : costumes
- 1975 : Trésor Party de Bernard Régnier d'après Pelham Grenville Wodehouse : costumes
- 1975 : Chat en poche de Georges Feydeau : costumes
- 1975 : Demandez Vicky de Marc-Gilbert Sauvajon d'après Alan Melville et Fred Schiller : costumes
- 1975 : Le Pape kidnappé de João Bethencourt : costumes
- 1975 : La Facture de Françoise Dorin : costumes
- 1975 : Ah! La police de papa! de Raymond Castans : costumes
- 1975 : Quelqu'un derrière la porte de Jacques Robert : costumes
- 1975 : Le Noir te va si bien de Jean Marsan d'après Saul O'Hara : costumes
- 1975 : Le Nu au tambour de Noël Coward : costumes
- 1975 : Les Hannetons de Eugène Brieux : costumes
- 1975 : Un Homme d'action de William Dinner et William Morum : costumes
- 1975 : Il était une gare de Jacques Deval : costumes
- 1975 : Le Sourire de la Joconde de Aldous Huxley : costumes
- 1975 : La Mandragore de Roland Jouve d'après Machiavel: costumes
- 1975 : Inspecteur Grey de Alfred Gragnon et André Faltiani : costumes
- 1975 : Mon Cœur balance de Michel Duran : costumes
- 1975 : Monsieur Silence de Jean Guitton : costumes
- 1975 : Les Derniers outrages de Robert Beauvais : costumes
- 1975 : Lady Godiva de Jean Canolle : costumes
- 1975 : On croit rêver (Monsieur de France) de Jacques François : costumes
- 1975 : Le Moulin de la Galette de Marcel Achard : costumes
- 1975 : La Rabouilleuse de Émile Fabre d'après Honoré de Balzac : costumes
- 1976 : Le Pirate de Raymond Castans : costumes
- 1976 : Sacrés fantômes de Eduardo de Filippo : costumes
- 1976 : Seul le poisson rouge est au courant de Jean Barbier et Dominique Nohain : costumes
- 1976 : La Sainte famille de André Roussin : costumes
- 1976 : Am-Stram-Gram de André Roussin : costumes
- 1976 : La Bagatelle de Marcel Achard : costumes
- 1976 : Fanny et ses gens de Jerome K. Jerome : costumes
- 1976 : Le Guilledou de Michael Clayton Hutton : costumes
- 1976 : Week-end de Noël Coward : costumes
- 1976 : Le Monsieur qui attend de Emlyn Williams : costumes
- 1976 : La Charette anglaise de Georges Berr et Louis Verneuil : costumes
- 1976 : Xavier ou l'héritier des Lancestre de Jacques Deval : costumes
- 1976 : Le Cœur sous le paillasson de Harold Brooke et Kay Bannerman (en) : costumes
- 1976 : La Femme de paille de Catherine Arley : costumes
- 1976 : L'Héritière de Ruth Goetz et Augustus Goetz: costumes
- 1976 : Le Coin tranquille de Michel André : costumes
- 1976 : Une Femme presque fidèle de Jacques Bernard : costumes
- 1976 : Le Monsieur qui a perdu ses clés de Michel Pérrin : costumes
- 1976 : Attends-moi pour commencer de Joyce Rayburn : costumes
- 1977 : Bonne chance Denis de Michel Duran : costumes
- 1977 : Le Séquoia de Georges Furth : costumes
- 1977 : La Libellule de Aldo Nicolaj : costumes
- 1977 : Les Filles de Jean Marsan : costumes
- 1977 : Les Choutes de Pierre Barillet et Jean-Pierre Grédy : costumes
- 1977 : Les Deux vierges de Jean-Jacques Bricaire et Maurice Lasaygues : costumes
- 1977 : Appelez-moi Maître de Renée Arout et Gabriel Arout : costumes
- 1977 : Plainte contre inconnu de Georges Neveux : costumes
- 1977 : L'Archipel noir de Armand Salacrou : costumes
- 1977 : Le Juste milieu de Berry Callaghan : costumes
- 1977 : L'École des cocottes de Paul Armont et Marcel Gerbidon : costumes
- 1977 : Enquête à l'italienne de Jacques de la Forterie : costumes
- 1977 : Monsieur chasse de Georges Feydeau : costumes
- 1977 : Foot-Ball de Georges Bellak et Pol Quentin : costumes
- 1977 : Madame Jonas dans la baleine de René Barjavel : costumes
- 1977 : L'Amour fou de André Roussin : costumes
- 1977 : Les Petits oiseaux de Eugène Labiche et Alfred Delacour : costumes
- 1977 : Catherine au paradis de Yves Chatelain : costumes
- 1977 : Des choses merveilleuses de Claude Reichman : costumes
- 1977 : L'Avocat du diable de Roger Saltel : costumes
- 1977 : La Fessée de Jean de Létraz : costumes
- 1977 : Catérina de Félicien Marceau : costumes
- 1977 : La Femme de ma vie de Louis Verneuil : costumes
- 1977 : Nuit folle de Paul Gerbert : costumes
- 1978 : Boudu sauvé des eaux de René Fauchois : costumes
- 1978 : Le Locataire du troisième sur la cour de Jerome K. Jerome : costumes
- 1978 : Le Sac de André Lang : costumes
- 1978 : Le Bon numéro de Eduardo de Filippo : costumes
- 1978 : Un Ménage en or de Jean Valmy et Marc Cab : costumes
- 1978 : Le Greluchon délicat de Jacques Natanson : costumes
- 1978 : Le Colonel Chabert de Honoré de Balzac : costumes
- 1978 : Les Deux timides de Eugène Labiche : costumes
- 1978 : Le Misanthrope et l'Auvergnat de Eugène Labiche : costumes
- 1978 : Oï Péppina! de Jean Canolle : costumes
- 1978 : Quadrille de Sacha Guitry : costumes
- 1978 : Vous ne l'emporterez pas avec vous de Mose Hart et George Kaufman : costumes
- 1978 : Ce soir à Samarcande de Jacques Deval : costumes
- 1978 : Jérôme des nuages de Guillaume Hanoteau : costumes
- 1978 : La Plume de Pierre Barillet et Jean-Pierre Grédy : costumes
- 1978 : Volpone de Jules Romains d'après Ben Johnson : costumes
- 1978 : Moi de Eugène Labiche : costumes
- 1978 : Miam-Miam ou Le Dîner d'affaires de Jacques Deval : costumes
- 1978 : Le Nouveau testament de Sacha Guitry: costumes
- 1978 : Brocéliande de Henry de Montherlant : costumes
- 1978 : L'Amant de cœur de Louis Verneuil : costumes
- 1978 : La Paix du dimanche de John Osborne : costumes
- 1978 : Si tout le monde en faisait autant de John Boynton Priestley : costumes
- 1978 : Libres sont les papillons de Leonard Gershe : costumes
- 1978 : Les Pavés du ciel de Albert Husson : costumes
- 1978 : La Crécelle de Charles Dyer : costumes
- 1979 : Le Train pour Venise de Georges Berr et Louis Verneuil : costumes
- 1979 : Les Bâtards de Robert Thomas : costumes
- 1979 : Zozo de Jacques Mauclair : costumes
- 1979 : Mon Crime de Georges Berr et Louis Verneuil  : costumes
- 1979 : Tout dans le jardin de Edward Albee d'après Gilles Cooper : costumes
- 1979 : Le Bon débarras de Pierre Barillet et Jean-Pierre Grédy : costumes
- 1979 : Les petites têtes de Max Régnier d'après André Gillois: costumes
- 1979 : Bataille de dames de Eugène Scribe et Ernest Legouvé : costumes
- 1979 : Goodbye Charlie de George Axelrod : costumes
- 1979 : La Terre est basse de Alfred Adam : costumes
- 1979 : Crime à la clef de Alain Bernier et Roger Maridat : costumes
- 1979 : Monsieur Amilcar de Yves Jamiaque : costumes
- 1979 : Piège pour un homme seul de Robert Thomas : costumes
- 1979 : Miss Mabel de Robert Cédric Sherriff : costumes
- 1979 : Beau-fils et fils de Raoul Praxy : costumes
- 1979 : Un jour j'ai rencontré la vérité de Félicien Marceau : costumes
- 1979 : Un Amour exemplaire (Accord parfait) de Maurice Horgues : costumes
- 1979 : Le Troisième témoin de Dominique Nohain : costumes
- 1979 : Nina de André Roussin : costumes
- 1979 : Ne quittez pas de Marc-Gilbert Sauvajon et Guy Bolton: costumes
- 1979 : La Gueule du loup de Marc-Gilbert Sauvajon : costumes
- 1979 : La Route des Indes de Jacques Deval d'après Harold Harwood: costumes
- 1979 : La Crécelle de Charles Dyer : costumes

### Années 1980
- 1980 : Hold-up de Jean Stuart : costumes
- 1980 : Le Sexe et le néant de Thierry Maulnier : costumes
- 1980 : La Magicienne en pantoufles de John Van Druten : costumes
- 1980 : La Prétentaine de Jacques Deval : costumes
- 1980 : Il est important d'être aimé de Oscar Wilde : costumes
- 1980 : Une Rose au petit-déjeuner de Pierre Barillet et Jean-Pierre Grédy : costumes
- 1980 : Feu Toupinel de Alexandre Bisson : costumes
- 1980 : Divorçons de Victorien Sardou : costumes
- 1980 : La Queue du diable de Yves Jamiaque : costumes
- 1980 : Danse sans musique de Richard Puydorat et Albert Gray d'après Peter Cheyney: costumes
- 1980 : Peau de vache de Pierre Barillet et Jean-Pierre Grédy : costumes
- 1980 : Comédie pour un meurtre de Jean-Jacques Bricaire et Maurice Lasaygues : costumes
- 1980 : La Coquine de André Roussin d'après Diego Fabbri: costumes
- 1980 : L'Amant complaisant de Graham Greene : costumes
- 1980 : Décibel de Julien Vartet : costumes
- 1980 : Homicide par prudence de Frédéric Valmain d'après John O'Hara : costumes
- 1980 : Tchao de Marc-Gilbert Sauvajon : costumes
- 1980 : La Maîtresse de bridge de Louis Verneuil: costumes
- 1980 : L'Homme au parapluie de William Dinner et William Morum : costumes
- 1980 : La Chambre mandarine de Robert Thomas : costumes
- 1980 : La Claque de André Roussin : costumes
- 1980 : Une Sacrée famille de Louis Verneuil : costumes
- 1980 : Ninotchka de Melchior Lengyel : costumes
- 1980 : À Cor et à cri de Jean Baudard : costumes
- 1980 : Silence on aime de Michel Lengliney : costumes
- 1980 : Trésor de Jean Marsan d'après Roger MacDougall : costumes
- 1981 : L'Oiseau de bonheur de Dominique Nohain : costumes
- 1981 : Mademoiselle ma mère de Louis Verneuil : costumes
- 1981 : Mort ou vif de Max Régnier : costumes
- 1981 : La Quadrature du cercle de Valentin Kataiev : costumes
- 1981 : Alain, sa mère et sa maîtresse de Paul Armont et Marcel Gerbidon : costumes
- 1981 : L'Amant de Bornéo de Roger Ferdinand : costumes
- 1981 : Monsieur Masure de Claude Magnier : costumes
- 1981 : Hallucination de Claude Rio : costumes
- 1981 : Monsieur Dehors de Claude Reichmann : costumes
- 1981 : Le Traité d'Auteuil de Louis Verneuil : costumes
- 1981 : Et l'enfer Isabelle? de Jacques Deval : costumes
- 1981 : Ce que femme veut de Alfred Savoir et Etienne Rey : costumes
- 1981 : Pieds nus dans le parc de Neil Simon : costumes
- 1981 : Les Pas perdus de Pierre Gascar : costumes
- 1981 : Monsieur Vernet de Jules Renard : costumes
- 1981 : Le Président Hautecœur de Roger Ferdinand : costumes
- 1981 : L'Azalée de Yves Jamiaque : costumes
- 1981 : La Cruche de Georges Courteline : costumes
- 1982 : Je leur laisserai un mot de Roger Saltel : costumes
- 1982 : Histoire de rire de Armand Salacrou : costumes
- 1982 : Un dîner intime de Yves Chatelain : costumes
- 1982 : La Foire aux sentiments de Roger Ferdinand : costumes
- 1982 : Le Caveau de famille de Pierre Chesnot : costumes
- 1982 : La Maison de l'estuaire de Marcel Dubois, d'après Edward Percy et Reginald Denham : costumes
- 1982 : Jean de la lune de Marcel Achard : costumes
- 1982 : Allô Hélène de Ray Cooney et Gene Stone : costumes
- 1982 : Et ta sœur? de Jean-Jacques Bricaire et Maurice Lasaygues: costumes
- 1982 : Je l'aimais trop de Jean Guitton : costumes
- 1984 : Georges Courteline au travail de Sacha Guitry : décor et costumes
- 1984 : Boubouroche de Georges Courteline : décor et costumes
- 1984 : La Vie sentimentale de Louis Velle : costumes
- 1984 : Adieu Prudence (The Marriage go round) de Leslie Stevens : costumes
- 1984 : Pomme, pomme, pomme de Jacques Audiberti : costumes
- 1984 : Dom Juan de Molière, mis en scène par Robert Manuel : décor et costumes

#### Comédien
- 1975 : Au théâtre ce soir : Le noir te va si bien de Jean Marsan, jouant le Diable, d'après Saul O'Hara (pseudonyme collectif de l'écrivain allemand Peter Hacks et son épouse Anna Elisabeth Wiede), mise en scène Jean Le Poulain, réalisation Pierre Sabbagh, théâtre Édouard-VII.